# 李缜 (1964年)
李缜（1964年1月—），安徽桐城人，中共党员，1984年7月参加工作，硕士学历，现任合肥国轩集团董事长。
1984年，毕业于池州学院。1984年7月至1986年11月，在安徽省9419厂政治处工作。1984年11月至1992年10月，在合肥市人民政府经济研究中心工作。1992年10月至2001年12月，任合肥市经济技术发展中心总经理。2001年12月至2006年5月，任合肥国轩置业有限公司总经理。2006年，创办合肥国轩高科动力能源有限公司，兼任该公司董事长。2011年2月至今，任合肥国轩集团董事长。
李缜同时也是第九、第十届安徽省政协委员，第八届安徽省科协常委，第十三、十四届合肥市人大代表。
2016年，根据《胡润百富榜》显示，李缜家族以140亿元财富成为安徽首富，全国排名第195位。